# Victor Hugo (tàu tuần dương Pháp)
Victor Hugo là chiếc cuối cùng cho lớp tàu tuần dương bọc thép Léon Gambetta được Hải quân Pháp chế tạo trong giai đoạn đầu thế kỷ 20. Tàu được hạ thủy vào tháng 3 năm 1904 và được đưa ra hoạt động cùng biên chế hạm đội vào tháng 4 năm 1907. Dàn pháo chính của Victor Hugo bao gồm bốn khẩu pháo cỡ nòng 194 milimét (7,6 in). Sau khi hoàn tất quá trình đóng và thử nghiệm, con tàu được đưa ra hoạt động tại Hạm đội Địa Trung Hải (Escadre de la Méditerranée).
Trong Chiến tranh thế giới thứ nhất, Victor Hugo tham gia hộ tống cho các đoàn vận tải và tàu chiến chủ lực của Pháp. Tàu cũng tham gia hỗ trợ phe Đồng minh trong chiến dịch Rào chắn Otranto tại Eo biển Otranto của vùng Adriatic cho đến khi được rút về hạm đội dự bị vào năm 1917. Trong giai đoạn 1922–23, Victor Hugo được điều động phục vụ tại khu vực Viễn Đông và trở thành tàu dự bị sau khi nhiệm vụ kết thúc. Đến tháng 1 năm 1928, tàu được rút khỏi danh sách đăng bạ hải quân và bị bán tháo dở vào tháng 11 năm 1930.

## Thiết kế

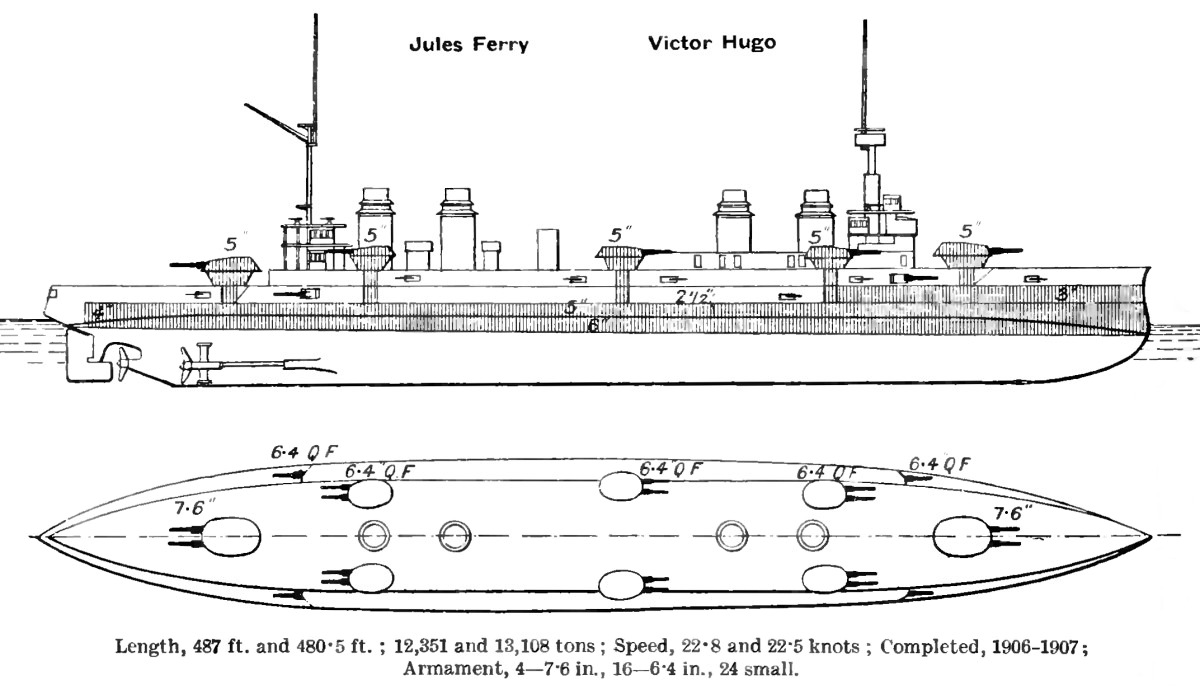
Bản thiết kế của Victor Hugo cho thấy kết cấu phần mạn phải và boong trên của tàu, trích từ niên giám hải quân Brassey's Naval Annual năm 1923

Léon Gambetta là một thiết kế cải tiến vượt trội hơn về kích thước và hỏa lực dựa trên lớp Gloire của Pháp. Về thông số kỹ thuật, Victor Hugo có trọng lượng choán nước thông thường là 12.550 tấn (12.350 tấn Anh), chiều dài chung 149,07 mét (489 ft 1 in), mạn thuyền rộng 21,4 mét (70 ft 3 in), và tầm nước tối đa 8,18 mét (26 ft 10 in). Nó có tổng chiều dài lớn hơn so với hai tàu chị em Léon Gambetta và Jules Ferry. Tàu có thủy thủ đoàn tiêu chuẩn bao gồm 26 sĩ quan và 708 thủy thủ; hoặc 30 sĩ quan và 749 thủy thủ khi là soái hạm của toàn hải đội.
Các tàu lớp Léon Gambetta được trang bị loại nồi hơi khác nhau, và Victor Hugo sử dụng 28 nồi hơi Belleville. Con tàu được vận hành bằng ba động cơ hơi nước ba buồng bành trướng đặt dọc, dẫn động ba trục chân vịt cho phép có công suất 27.500 mã lực mét (20.200 kW) để đạt tốc độ thiết kế 22 hải lý trên giờ (41 km/h; 25 mph). Trong cuộc chạy thử máy vào ngày 2 tháng 3 năm 1907, hệ thống động lực của Victor Hugo tạo ra công sức tổng cộng 28.344 mã lực mét (20.847 kW), cho phép nó có tốc độ tối đa 22,3 hải lý trên giờ (41,3 km/h; 25,7 mph). Con tàu cũng mang theo đủ nguồn than dự trữ cung cấp cho tầm hoạt động 7.500 hải lý (13.900 km; 8.600 mi) ở tốc độ 10 hải lý trên giờ (19 km/h; 12 mph).
Victor Hugo được trang bị hệ thống hỏa lực bao gồm bốn khẩu pháo chính cỡ 194 mm, mỗi hai khẩu lắp trong một tháp pháo lớn ở phía trước và phía sau tàu. Ngoài ra, tàu còn được trang bị mười sáu khẩu pháo phụ cỡ 164 mm. Trong đó, mười hai khẩu được bố trí trên sáu tháp pháo nhỏ, mỗi bên mạn tàu có ba tháp; bốn khẩu còn lại được lắp cố định trong các ụ pháo bọc giáp tích hợp vào thân tàu. Khác với các tàu cùng lớp, Victor Hugo được vũ trang thêm hai mươi bốn khẩu pháo 47 mm Modèle 1902 để chống tàu phóng lôi. Đồng thời, tàu có thêm hai ống phóng ngư lôi ngầm dưới nước, chia đều hai bên bên mạn, và có thể mang theo 20 quả thủy lôi.
Victor Hugo được bọc giáp ở các vị trí quan trọng. Con tàu có lớp thép bảo vệ đai giáp đường mớn nước dày từ 80 đến 150 milimét (3,1 đến 5,9 in); tháp pháo chính dày 138 milimét (5,4 in); boong tàu dày 33 đến 65 mm (1,3 đến 2,6 in); mặt trước và hai bên của đài chỉ huy dày 174 milimét (6,9 in).

## Lịch sử hoạt động

### Chế tạo
Được đặt tên theo tiểu thuyết gia người Pháp Victor Hugo, tàu được Bộ trưởng Hải quân Jean Marie Antoine de Lanessan phát lệnh khởi đóng lần đầu tiên tại Cảng quân sự Toulon vào ngày 11 tháng 3 năm 1901, theo Luật Hải quân (Statut Naval) vừa mới ban hành. Lệnh chuyển việc đóng tàu đến Arsenal de Lorient được thực hiện vào ngày 3 tháng 6 năm 1902, mặc dù vào thời điểm đó, xưởng đóng tàu này đang thi công các hợp đồng đóng mới cho lớp Gloire. Quá trình đưa các bộ phận tàu tại Toulon sang Lorient để tiếp tục chế tạo đã khiến cho việc đặt lườn bị trì hoãn đến ngày 2 tháng 3 năm 1903. Sau khi hoàn tất, Victor Hugo được hạ thủy vào ngày 30 tháng 3 năm 1904 và chạy thử máy vào ngày 15 tháng 1 năm 1907. Đến ngày 16 tháng 4, chiếc tàu chiến-tuần dương chính thức được đưa vào biên chế của Hải quân Pháp. Tổng chi phí chế tạo con tàu là 30.748.300 franc.

### Giai đoạn đầu phục vụ
Ngày 8 tháng 5 năm 1907, Victor Hugo rời cảng Lorient đến Jamestown, Virginia tham dự sự kiện thương mại Jamestown Exposition cùng tàu tuần dương bọc thép Kléber và tàu tuần dương bảo vệ Chasseloup-Laubat. Đến ngày 20 tháng 5,  các tàu thực hiện chuyến thăm Thành phố New York. Sau khi quay lại Jamestown vào ngày 31 tháng 5, các tàu tham gia lễ duyệt binh hải quân diễn ra vào ngày 10 tháng 6 dưới sự chỉ đạo trực tiếp của Tổng thống Theodore Roosevelt. Victor Hugo trở lại Pháp vào cuối tháng đó, con tàu được biên chế về Hải đội hạng nhẹ (Escadre légère) thuộc Hải đội Địa Trung Hải (Mediterranean Squadron). Trong đợt tái cơ cấu lực lượng vào ngày 5 tháng 10 năm 1909, Hải quân Pháp đã đổi Hải đội Địa Trung Hải thành Hải đội 1 (1er Escadre), đồng thời thành lập Sư đoàn hạng nhẹ 1 (1er Division légère (DL)) thay thế Hải đội hạng nhẹ. Vào ngày 4 tháng 4 năm 1911, Victor Hugo và các tàu chị em được phân công phục vụ tại Sư đoàn hạng nhẹ 2 thuộc Hải đội 1. Tuy nhiên, sau đó con tàu được rút về lực lượng dự bị và chỉ tái hoạt động trở lại sư đoàn này vào ngày 10 tháng 2 năm 1912.
Sau Cuộc khủng hoảng Maroc lần thứ hai, chính phủ Pháp và Anh đạt được một thỏa thuận vào năm 1912, theo đó Hải quân Hoàng gia Anh chịu trách nhiệm bảo vệ bờ biển phía bắc nước Pháp, trong khi Pháp huy động lực lượng tại Địa Trung Hải để bảo vệ lợi ích của Anh. Trong khuôn khổ kế hoạch này, Pháp đã tập hợp các đơn vị thành một hạm đội chính là gọi là "Hạm đội số 1" (1re Armée Navale) và hợp biên hai tiểu sư đoàn thành Hải đội hạng nhẹ 1.

### Chiến tranh thế giới thứ nhất
Victor Hugo vẫn thuộc biên chế của Sư đoàn hạng nhẹ 2 khi Đức tuyên chiến với Pháp vào ngày 3 tháng 8 năm 1914. Chỉ một ngày sau, nó cùng các tàu tuần dương khác trong lực lượng được điều động hộ tống đoàn tàu chở quân từ Algiers, Algérie thuộc Pháp đến Chính quốc Pháp. Đến ngày 13 tháng 8, lực lượng Đồng Minh tại Địa Trung Hải do Phó Đô đốc Augustin Boué de Lapeyrère chỉ huy được lệnh phát động các cuộc tấn công nhằm vào hạm đội Áo-Hung trên Biển Adriatic. Để thực hiện nhiệm vụ này, Boué de Lapeyrère quyết định tiến công phá thế phòng thủ của Hải quân Áo-Hung tại cảng Antivari, Montenegro và sẵn sàng giao tranh với các tàu chiến từ căn cứ hải quân Cattaro lân cận. Với mục đích đạt được hiệu quả tối đa, Boué de Lapeyrère chia lực lượng theo hai hướng: nhóm tàu tuần dương bọc thép di chuyển dọc bờ biển Albania và nhóm thiết giáp hạm đi theo hướng bờ biển Ý. Dựa trên chiến lược này, hai nhóm tàu sẽ băng qua Biển Adriatic và tập trung tại Antivari vào sáng ngày 16. Kết quả là các thiết giáp hạm đã đánh chìm tàu tuần dương bảo vệ SMS Zenta trong Trận Antivari vào sáng hôm đó và nhóm tàu tuần dương bọc thép thì đang tiến công đến từ phía nam.
Cuối tháng 8 năm 1914, Pháp điều động các tàu tuần dương bọc thép hộ tống một số tàu chở hàng đến Antivari, đồng thời triển khai hạm đội chính làm lực lượng yểm trợ. Lần hộ tống đầu tiên diễn ra vào ngày 1 tháng 9, với bốn tàu tuần dương bọc thép đi theo sau bảo vệ tàu hơi nước Liamone. Cũng trong thời gian này, hạm đội thiết giáp hạm của Pháp cũng tiến hành oanh kích vào các phòng tuyến của Áo-Hung tại Cattaro (Kotor thời nay). Đến ngày 18–19 tháng 9, tàu chở hàng Henri Fraissinet vận chuyển pháo tầm xa thì được Sư đoàn hạng nhẹ 2 hộ tống. Sau khi hoàn tất nhiệm vụ và quay về, lợi dụng sương mù dày đặc bao phủ Cattaro, sư đoàn này đã pháo kích vào các tuyến phòng thủ của Hải quân Áo-Hung cho đến khi buộc phải rút lui do hỏa lực đáp trả mạnh mẽ. Vào ngày 17 tháng 10, Sư đoàn hạng nhẹ 2 tiến vào Biển Adriatic và mở cuộc đột kích lên đảo Lastovo vào ngày 2 tháng 11. Trong lúc rút quân vào ngày hôm sau, chiếc Jules Ferry suýt bị trúng ngư lôi từ tàu ngầm U-5 của Hải quân Áo-Hung, song may mắn thoát nạn. Đến ngày 21 tháng 12, thiết giáp hạm Jean Bart – một trong những dreadnought đầu tiên của Pháp – trúng phải ngư lôi, buộc hạm đội tàu chiến nước này cho ngừng ngay các cuộc xuất kích vào Biển Adriatic. Kể từ đây, các tàu cung ứng chỉ được tàu tuần dương bọc thép hoặc tàu nhỏ hơn hộ tống. Ngoài ra, sau sự kiện này, Pháp đã cho di dời tuyến tuần tra của họ về phía nam và đặt tại vùng biển phía bắc đảo Kérkyra, Hy Lạp.
Ngày 26 tháng 4 năm 1915, Ý ký Hiệp ước London, cam kết tuyên chiến với Đế quốc Áo-Hung. Trước lo ngại về nguy cơ tấn công nhằm vào các hải cảng phía nam của Ý, Phó Đô đốc Boué de Lapeyrère đã cho điều động tạm thời tất cả tàu tuần dương bọc thép – bao gồm ba tàu lớp Léon Gambetta – di chuyển gần về Eo biển Otranto.  Tuy nhiên, chỉ một ngày sau, vào ngày 27 tháng 4, chiếc Léon Gambetta dẫn đầu trong lớp bị tàu ngầm U-5 phóng ngư lôi đánh chìm, gây thiệt mạng nghiêm trọng cho lực lượng thủy thủ tàu. Nhằm tránh mối đe dọa ngày càng gia tăng, Boué de Lapeyrère đã ra lệnh cho các tàu tuần dương bọc thép đi xa về phía nam, đến một tuyến tuần tra ngang qua ngọn hải đăng Gerogombos trên đảo Cephalonia. Dựa trên các sự kiện tổn thất trước, ông cũng đưa ra chỉ thị buộc các tàu di chuyển với tốc độ 14 hải lý trên giờ (26 km/h; 16 mph), thay vì 6 hải lý trên giờ (11 km/h; 6,9 mph) mà thuyền trưởng quá cố của Léon Gambetta từng áp dụng. Sau khi Ý chính thức tuyên chiến với Đế quốc Áo-Hung vào ngày 23 tháng 5 năm 1915, các tàu chiến của Pháp đã rút sâu hơn vào vùng Địa Trung Hải và Biển Ionia. Cuối cùng, Sư đoàn hạng nhẹ 2 đóng căn cứ tại Alexandria, Bizerte thuộc Pháp và Malta thuộc Anh; đơn vị này đảm nhận nhiệm vụ tuần tra từ Capo Colonna ở miền nam Ý đến điểm cực đông của đảo Crete, Hy Lạp.
Từ cuối năm 1915, khi quân đội Serbia rơi vào thế bất lợi tại Montenegro và Albania, phía Pháp và Anh cho rằng việc trụ vững là bất khả thi và phải tiến hành sơ tán. Tháng 1 năm 1916, Victor Hugo tham gia vận chuyển một số người di tản từ Brindisi, Ý đến Bizerte, Tunisia (khi đó là thuộc địa của Pháp). Với ý định tạo chỗ trú chân và giúp Serbia củng cố quân đội,  lực lượng Đồng minh đánh chiếm đảo Kérkyra vào ngày 9 tháng 1. Đến tháng 3, họ tiếp tục lấn sang đảo Argostoli, một hòn đảo khác của Hy Lạp, nhằm thiết lập căn cứ cho hạm đội tàu chiến của mình. Vị trí này cũng giúp phối hợp với Kérkyra – nơi các tàu tuần dương bọc thép đang neo đậu – dù hai đảo cách nhau vài trăm dặm. Vào tháng 5, sau khi được huấn luyện và củng cố lực lượng theo kế hoạch, quân đội Serbia đạt gần như đủ điều kiện cần thiết để tái tham gia các hoạt động chiến sự. Để bảo đảm an toàn cho quá trình tái triển khai, các tàu tuần dương bọc thép của Pháp đã yểm trợ từ xa, đồng thời hộ tống lực lượng Serbia đến mặt trận Salonica. Hoạt động này diễn ra liên tục cho đến khi toàn bộ quá trình chuyển quân được hoàn tất vào ngày 15 tháng 6. Tuy nhiên, trong giai đoạn tiếp theo, thực trạng thiếu than để vận hành tàu cùng với việc suy giảm số lượng binh sĩ có kinh nghiệm tác chiến đã khiến cho phần lớn các hoạt động huấn luyện bị gián đoạn. Đến năm 1917, tình hình này dần trở nên nghiêm trọng.
Đầu năm 1917, Hy Lạp dưới thời Vua Konstantinos I trị vì lựa chọn ở thế trung lập, song, căng thẳng với các nước Đồng Minh vẫn bắt đầu leo thang. Victor Hugo và tàu tuần dương bọc thép Jules Michelet được cử đến tuần tra Vịnh Korinthos. Nhiệm vụ này được thực hiện nhằm ngăn chặn một lượng quân Hy Lạp đang đóng tại Peloponnesos di chuyển qua cây cầu ở ngang kênh Korinthos vào ngày 28 tháng 4, từ đó cản trở mọi khả năng họ can thiệp vào các hoạt động quân sự của Đồng Minh tại Athens. Ngày 11 tháng 6, Pháp cho Sư đoàn hạng nhẹ 2  triển khai  một đại đội quân người Sénégal và sau đó đưa thêm một số lính thủy có trang bị súng máy vào lãnh thổ Hy Lạp. Chỉ một ngày sau, Vua Konstantinos I thoái vị. Từ thời điểm này, một chính phủ Hy Lạp thân Đồng Minh đã được thành lập. Victor Hugo được đưa vào các nhóm tàu dự bị tại Bizerte khi Sư đoàn hạng nhẹ 2 chính thức giải thể vào ngày 12 tháng 8, trong khi Jules Michelet vẫn tham gia vào các nhiệm vụ vận tải trong năm tiếp theo.

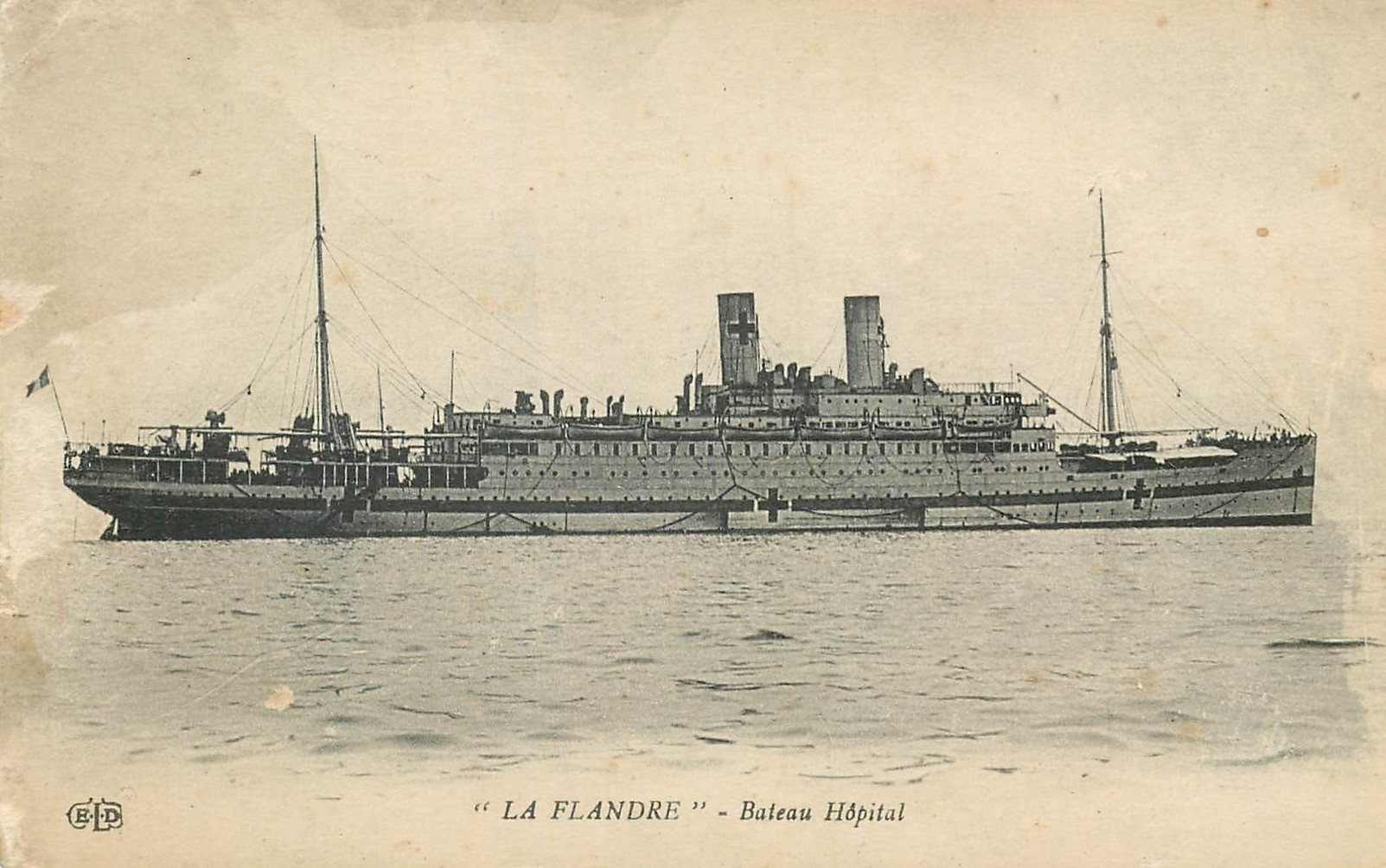
Tàu bệnh viện, chiếc tàu va chạm với Victor Hugo vào năm 1918

Vào ngày 18 tháng 12 năm 1918, khi đậu tại Kérkyra, Victor Hugo bị tàu bệnh viện Flandre trôi neo va phải.  Vụ va chạm này khiến Flandre bị hư hại phần thân và phải chuyển đến Toulon để sửa chữa.
Victor Hugo được tái biên và phân công về Sư đoàn Cơ động Hải quân Đại Tây Dương (Division volante de l'Atlantique) vào năm 1921. Chỉ một năm sau, con tàu được điều sang Sư đoàn Hải quân Viễn Đông (Division navale de l'Extrême Orient). Ngày 12 tháng 10 năm 1922, Victor Hugo cùng Jules Michelet khởi hành đến Sài Gòn, Liên bang Đông Dương và cập cảng vào ngày 19 tháng 4 năm 1923.  Sau một thời gian hoạt động tại khu vực này, con tàu trở về Toulon và được đưa vào lực lượng dự bị từ ngày 11 tháng 7 cùng năm. Victor Hugo được xóa khỏi danh sách Đăng bạ Hải quân vào ngày 20 tháng 1 năm 1928, và bị bán để tháo dỡ vào ngày 26 tháng 11 năm 1930.